# Травнина
Травнина је дажбина која се плачала српској средњовековној држави за коришћење пашњака. У крајевима који су у 14. веку одузети од Византије и припојени Србији ова дажбина се помиње под именом иномистр, планиниотико или планинатико. 
Према томе коме су припадали и како су се користили одређени пошњаци, постоје два начина плаћања и убирања траварине. Када је искључиво право коришћења појединих испаша припадало феудално зависном становништву, оно је био дужно да плаћа „закониту“ траварину, држави односно владару или неком феудалном господару ако му је владар уступио право убирања траварине. Тачан износ дажбине остао је непознат, али се са великом вероватноћом може узети да је феудално зависно становништво давало 1 десетину од стоке. Оваква се траварина укључује у феудалну ренту за коришћење необрадивог земљишта. У случајевима када је искључиво право коришћења одређених испаша припадало феудалним господарима, они су могли да дају под закуп своје пашњаке заинтересованим сточарима. Закупнина која се убирала такође се зове траварина, али има кар<ктер аренде која се плаћа за коришћење туђег обрадивог земљишта.
Висина закупнине планинских пашњака на Дечанском властелинству износила је од стада:2 овна, 2 јагњета, 1 сир и 1 динар (тадашњи). По Душановом законику закупнина за коришћење зимских пашњака на властелинтвима износила је 1% од стоке која је зимовала.